# Krasny Bór
Krasny Bór (deutsch Schönheide) ist ein Ort in der polnischen Woiwodschaft Ermland-Masuren. Er gehört zur Landgemeinde Lidzbark Warmiński (Heilsberg) im Powiat Lidzbarski (Kreis Heilsberg).

## Geographische Lage
Krasny Bór liegt an der Drewenz (polnisch Drwęca Warmińska) im Nordwesten der Woiwodschaft Ermland-Masuren. Bis zur früheren Kreisstadt Braunsberg (deutsch Braniewo) sind es 44 Kilometer in südöstlicher Richtung, und die heutige Kreismetropole Lidzbark Warmiński (deutsch Heilsberg) liegt 15 Kilometer in östlicher Richtung entfernt.

## Geschichte
Die Försterei Schönhaide, deren Name sich erst nach 1900 Schönheide schrieb, war bis 1902 ein Wohnplatz in der Stadtgemeinde Wormditt (polnisch Orneta) im ostpreußischen Kreis Braunsberg. Am 10. Oktober 1902 wurde Schönheide aus der Stadtgemeinde Wormditt in die Landgemeinde Bürgerwalde (polnisch Miejska Wola) umgegliedert. Im Jahre 1910 zählte Schönheide drei Einwohner.
Als 1945 in Kriegsfolge das gesamte südliche Ostpreußen an Polen fiel, erhielt Schönheide die polnische Namensform „Krasny Bór“. Der Ort ist heute als Osada (= „Siedlung“) eine Ortschaft innerhalb der Gmina Lidzbark Warmiński (Landgemeinde Heilsberg) im Powiat Lidzbarski (Kreis Heilsberg), von 1975 bis 1998 der Woiwodschaft Olsztyn, seither der Woiwodschaft Ermland-Masuren zugehörig.

## Religion
Krasny Bór gehört heute wie Schönheide vor 1945 zur römisch-katholischen Pfarrei Mingajny (Migehnen) im jetzigen Erzbistum Ermland. Außerdem war der Ort vor 1945 in die evangelische Kirche Wormditt in der Kirchenprovinz Ostpreußen der Kirche der Altpreußischen Union eingegliedert, ist nun aber heute der Diözese Masuren der Evangelisch-Augsburgischen Kirche in Polen zugeordnet.

## Verkehr
Krasny Bór liegt südlich der Woiwodschaftsstraße 513 und ist von Babiak (Frauendorf) aus über Miejska Wola (Bürgerwalde) direkt zu erreichen.
Bis 1945 war Wolnica (Freimarkt) die nächste Bahnstation. Sie lag an der heute nicht mehr existenten Bahnstrecke Schlobitten–Bischdorf.